# جورج س. كوكس
جورج س. كوكس (بالإنجليزية: George C. Cox)‏ هو مصور أمريكي، ولد في 1851 في الولايات المتحدة، وتوفي بنفس المكان في 1903.